# Abdalla Nirqi
Abdallah Nirqi és un llogaret a uns 5 km al nord-est d'Abu Simbel, a Egipte, a la governació d'Assuan, a la riba oest del Nil, on s'han trobat dues tombes, una de meroítica i una altra de l'època cristiana, i una església del segle viii ben conservada amb unes notables pintures d'estils romà d'Orient i nubià, que va ser utilitzada per al culte fins vers el segle xv.